# Sótó

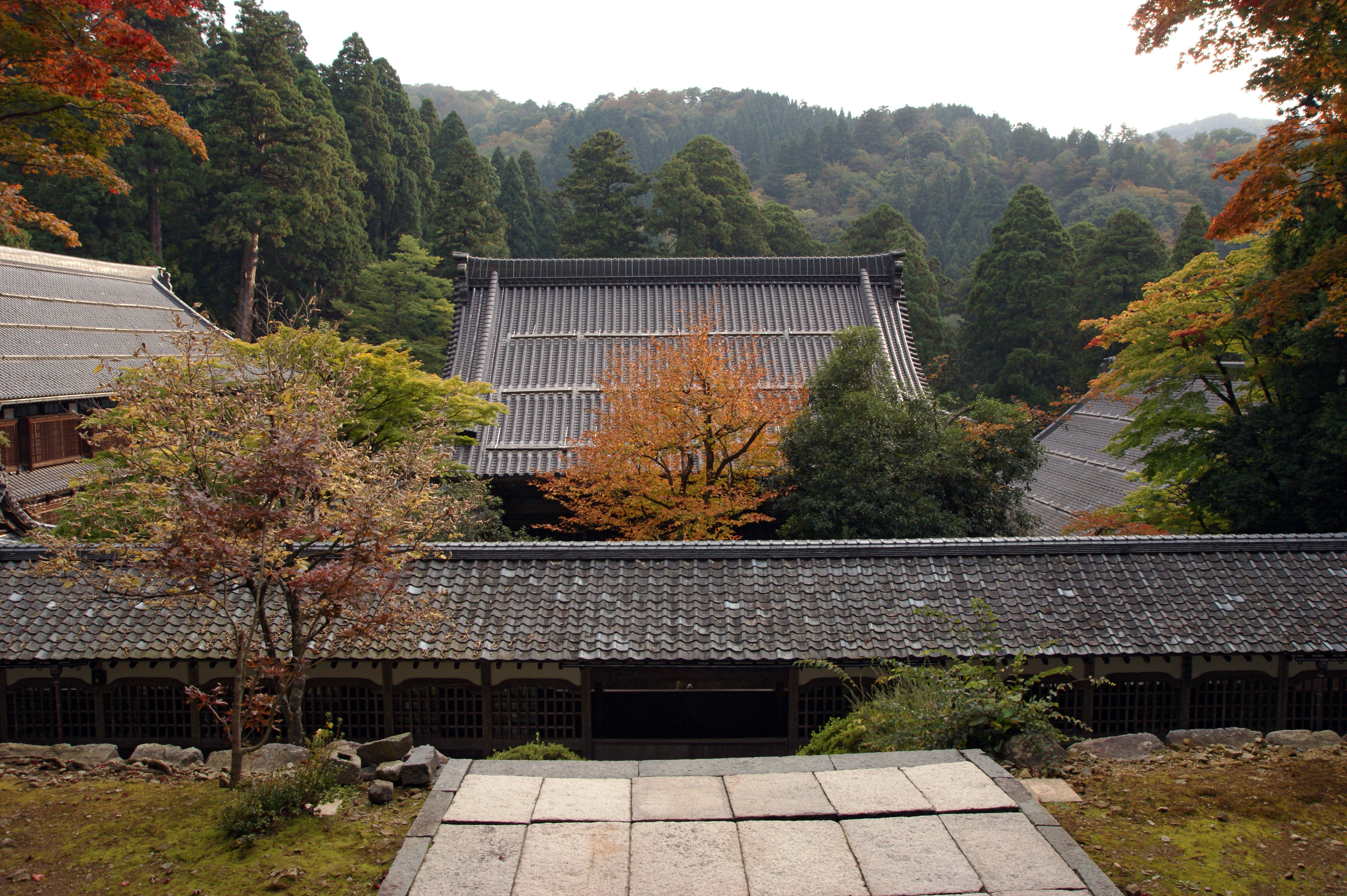
Klášter Eiheidži

Sótó (japonsky 曹洞宗, Sótó-šú; čínsky v českém přepisu Cchao-tung cung, pchin-jinem Cáodòng zōng, znaky 曹洞宗) je čínská čchanová škola přenesená do Japonska Eiheiem Dógenem. Společně s větvemi Rinzai a Óbaku je největší školou Zenu v Japonsku. Ústředním jevem zenového buddhismu větve Sótó je důraz na intenzivní meditaci v sedě a pevnou klášterní disciplínu.

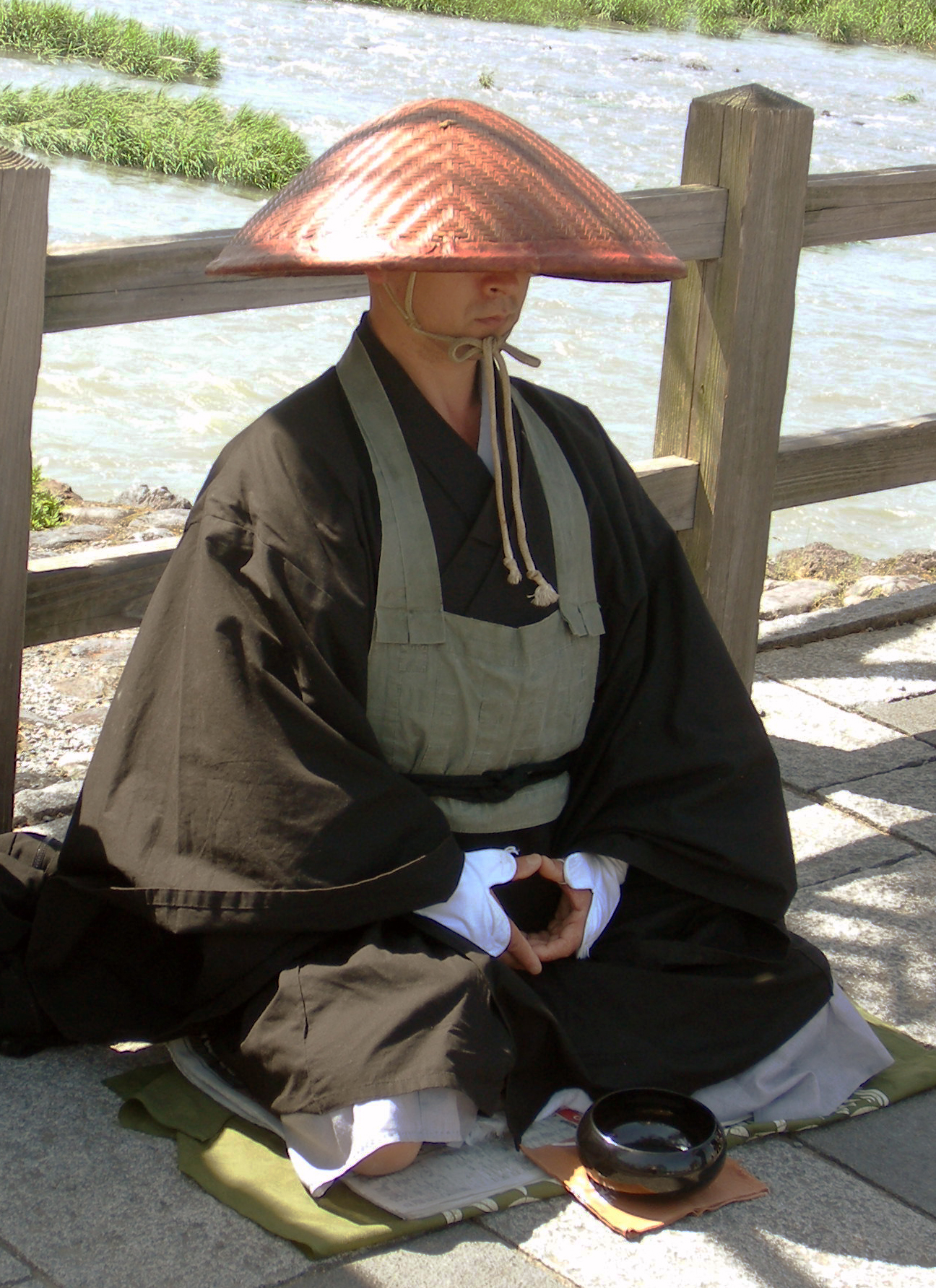
Japonský mnich ze školy Sótó

Škola Sótó byla založena v Číně v provincii Chu-nan v druhé polovině prvního tisíciletí, věhlasu však dosáhla především po svém přenesení do Japonska Eiheiem Dógenem (1200–1253). K větví Sótó patří 14 700 svatyní a přes 7 miliónů následovníků a je tak největší zenovou sektou v Japonsku. Velký rozmach zažívá větev Sótó v současné době i na západě a v USA.